# Фролов, Геннадий Владимирович
Геннадий Владимирович Фролов (16 сентября 1963, Орджоникидзе) — советский и российский футболист, защитник.
Первый тренер — Первый тренер З. А. Шанаев. На профессиональном уровне выступал за команды первой (1984—1990, 1993—1994), второй (1982—1983, 1991—1992, 1997) и второй низшей (1995—1996) лиг СССР и России. Играл за «Спартак» Орджоникидзе (1982—1989), «Локомотив» Нижний Новгород (1990), «Терек» Грозный (1991), «Автодор-ОЛАФ»/«Автодор» Владикавказ (1992—1994), «Спартак» Алагир (1995), «Спартак» Анапа (1996—1997).
В первой лиге провёл 227 матчей, во второй — 108, во второй низшей — 41.
Выступал за любительские клубы «Мастерс» Владикавказ (1995), «Алекс» Витязево (1998—2000).